# Rubobostes
Rubobostes a fost un rege al dacilor. 
În Prologul cărții XXXII, istoricul Trogus Pompeius, se referă la daci. În contextul conflictului dintre regele Macedoniei, Filip al V-lea, și Imperiul Roman, Trogus Pompeius arată că Filip ar fi încercat să-i instige pe bastarni la o expediție în Italia, și menționează totodată, „creșterea puterii dacilor sub regele Rubobostes”, ceea ce coincide cu începutul întăririi puterii regale și centralizării statului geto-dac în defavoarea aristocrației locale. 